# Bahnstrecke Ogdensburg–Maquam
| Streckenlänge: | 211 km               |                                         |                                         |
| Spurweite: | 1435 mm (Normalspur) |                                         |                                         |
| |                      |                                         |                                         |
| \| \| 0,0 \| Ogdensburg NY \| Ogdensburg NY \| \| \| \| Anschluss Riverview-Gefängnis \| \| \| \| 13,7 \| Lisbon NY \| Lisbon NY \| \| \| \| Hague Crossing NY \| \| \| \| 27,4 \| Madrid NY \| Madrid NY \| \| \| \| Grass River \| \| \| \| \| Raquette River \| \| \| \| \| von Syracuse \| \| \| \| 39,9 \| Norwood NY (früher Potsdam Junction) \| Norwood NY (früher Potsdam Junction) \| \| \| \| nach Waddington \| \| \| \| \| nach Massena \| \| \| \| 44,6 \| Knapps NY \| Knapps NY \| \| \| 56,8 \| Winthrop NY \| Winthrop NY \| \| \| \| Saint Regis River \| \| \| \| 65,5 \| North Lawrence NY \| North Lawrence NY \| \| \| \| Deer River \| \| \| \| \| von Ottawa \| \| \| \| 75,5 \| Moira NY \| Moira NY \| \| \| \| nach Bombay \| \| \| \| \| nach Tupper Lake \| \| \| \| 79,3 \| Brushton NY \| Brushton NY \| \| \| 88,4 \| Bangor NY \| Bangor NY \| \| \| 97,8 \| Malone NY \| Malone NY \| \| \| \| Salmon River \| \| \| \| \| Verbindung nach Montréal \| \| \| \| 99,5 \| Malone Junction NY \| Malone Junction NY \| \| \| \| Strecke Montréal–Herkimer \| \| \| \| \| Verbindung von Herkimer \| \| \| \| \| Little Trout River \| \| \| \| 109,6 \| Burke NY \| Burke NY \| \| \| \| Chateaugay River \| \| \| \| 117,2 \| Chateaugay NY \| Chateaugay NY \| \| \| 129,1 \| Churubusco NY \| Churubusco NY \| \| \| \| Anschlussgleis Steinbruch \| \| \| \| 133,4 \| Clinton Mills NY \| Clinton Mills NY \| \| \| 142,7 \| Ellenburg NY \| Ellenburg NY \| \| \| 147,3 \| Forest NY \| Forest NY \| \| \| 151,8 \| Irona NY \| Irona NY \| \| \| 155,8 \| Altona NY \| Altona NY \| \| \| \| Great Chazy River (2×) \| \| \| \| ? \| Woods Falls NY \| Woods Falls NY \| \| \| \| Great Chazy River (westl. Zweig) \| \| \| \| 165,1 \| Mooers Forks NY \| Mooers Forks NY \| \| \| \| Strecke Lachine–Canada Junction \| \| \| \| 169,9 \| Mooers NY \| Mooers NY \| \| \| ? \| Perry Mills NY \| Perry Mills NY \| \| \| \| Great Chazy River (2×) \| \| \| \| \| Interstate 87 \| \| \| \| 181,7 \| Champlain NY \| Champlain NY \| \| \| 187,6 \| Rouses Point Junction NY \| Rouses Point Junction NY \| \| \| \| nach Troy und St.-Lambert \| \| \| \| 188,1 \| Rouses Point NY \| Rouses Point NY \| \| \| \| nach Burlington \| \| \| \| \| Verbindung nach St.-Lambert \| \| \| \| \| Verbindungsgleis Burlington–St.-Lambert \| \| \| \| \| Lake Champlain (New York/Vermont) \| \| \| \| \| Strecke Burlington–Rouses Point \| \| \| \| \| Strecke Essex Jct.–Rouses Point \| \| \| \| \| Strecke Burlington–Rouses Point \| \| \| \| 194 \| Alburgh VT \| Alburgh VT \| \| \| 200 \| East Alburgh VT \| East Alburgh VT \| \| \| \| Lake Champlain \| \| \| \| 201 \| West Swanton VT \| West Swanton VT \| \| \| \| von Lunenburg \| \| \| \| 211 \| Maquam VT \| Maquam VT \| |                      |                                         |                                         |
| Betriebs-/Güterbahnhof Streckenanfang | 0,0                  | Ogdensburg NY                           | Ogdensburg NY                           |
| Abzweig geradeaus, nach links und von links |                      | Anschluss Riverview-Gefängnis           | Anschluss Riverview-Gefängnis           |
| Dienststation / Betriebs- oder Güterbahnhof | 13,7                 | Lisbon NY                               | Lisbon NY                               |
| ehemaliger Haltepunkt / Haltestelle |                      | Hague Crossing NY                       | Hague Crossing NY                       |
| Dienststation / Betriebs- oder Güterbahnhof | 27,4                 | Madrid NY                               | Madrid NY                               |
| Brücke über Wasserlauf |                      | Grass River                             | Grass River                             |
| Brücke über Wasserlauf |                      | Raquette River                          | Raquette River                          |
| Abzweig geradeaus und von rechts |                      | von Syracuse                            | von Syracuse                            |
| Dienststation / Betriebs- oder Güterbahnhof | 39,9                 | Norwood NY (früher Potsdam Junction)    | Norwood NY (früher Potsdam Junction)    |
| Abzweig geradeaus und nach links |                      | nach Waddington                         | nach Waddington                         |
| Abzweig ehemals geradeaus und nach links |                      | nach Massena                            | nach Massena                            |
| Haltepunkt / Haltestelle (Strecke außer Betrieb) | 44,6                 | Knapps NY                               | Knapps NY                               |
| Bahnhof (Strecke außer Betrieb) | 56,8                 | Winthrop NY                             | Winthrop NY                             |
| Brücke über Wasserlauf (Strecke außer Betrieb) |                      | Saint Regis River                       | Saint Regis River                       |
| Bahnhof (Strecke außer Betrieb) | 65,5                 | North Lawrence NY                       | North Lawrence NY                       |
| Brücke über Wasserlauf (Strecke außer Betrieb) |                      | Deer River                              | Deer River                              |
| Abzweig geradeaus und von links (Strecke außer Betrieb) |                      | von Ottawa                              | von Ottawa                              |
| Bahnhof (Strecke außer Betrieb) | 75,5                 | Moira NY                                | Moira NY                                |
| Abzweig geradeaus, nach links und von links (Strecke außer Betrieb) |                      | nach Bombay                             | nach Bombay                             |
| Abzweig geradeaus und nach rechts (Strecke außer Betrieb) |                      | nach Tupper Lake                        | nach Tupper Lake                        |
| Bahnhof (Strecke außer Betrieb) | 79,3                 | Brushton NY                             | Brushton NY                             |
| Bahnhof (Strecke außer Betrieb) | 88,4                 | Bangor NY                               | Bangor NY                               |
| Bahnhof (Strecke außer Betrieb) | 97,8                 | Malone NY                               | Malone NY                               |
| Brücke über Wasserlauf (Strecke außer Betrieb) |                      | Salmon River                            | Salmon River                            |
| Abzweig geradeaus und nach links (Strecke außer Betrieb) |                      | Verbindung nach Montréal                | Verbindung nach Montréal                |
| Haltepunkt / Haltestelle (Strecke außer Betrieb) | 99,5                 | Malone Junction NY                      | Malone Junction NY                      |
| Kreuzung (Strecken außer Betrieb) |                      | Strecke Montréal–Herkimer               | Strecke Montréal–Herkimer               |
| Abzweig geradeaus und von rechts (Strecke außer Betrieb) |                      | Verbindung von Herkimer                 | Verbindung von Herkimer                 |
| Brücke über Wasserlauf (Strecke außer Betrieb) |                      | Little Trout River                      | Little Trout River                      |
| Bahnhof (Strecke außer Betrieb) | 109,6                | Burke NY                                | Burke NY                                |
| Brücke über Wasserlauf (Strecke außer Betrieb) |                      | Chateaugay River                        | Chateaugay River                        |
| Bahnhof (Strecke außer Betrieb) | 117,2                | Chateaugay NY                           | Chateaugay NY                           |
| Bahnhof (Strecke außer Betrieb) | 129,1                | Churubusco NY                           | Churubusco NY                           |
| Abzweig geradeaus und nach links (Strecke außer Betrieb) |                      | Anschlussgleis Steinbruch               | Anschlussgleis Steinbruch               |
| Haltepunkt / Haltestelle (Strecke außer Betrieb) | 133,4                | Clinton Mills NY                        | Clinton Mills NY                        |
| Bahnhof (Strecke außer Betrieb) | 142,7                | Ellenburg NY                            | Ellenburg NY                            |
| Haltepunkt / Haltestelle (Strecke außer Betrieb) | 147,3                | Forest NY                               | Forest NY                               |
| Haltepunkt / Haltestelle (Strecke außer Betrieb) | 151,8                | Irona NY                                | Irona NY                                |
| Bahnhof (Strecke außer Betrieb) | 155,8                | Altona NY                               | Altona NY                               |
| Brücke über Wasserlauf (Strecke außer Betrieb) |                      | Great Chazy River (2×)                  | Great Chazy River (2×)                  |
| Haltepunkt / Haltestelle (Strecke außer Betrieb) | ?                    | Woods Falls NY                          | Woods Falls NY                          |
| Brücke über Wasserlauf (Strecke außer Betrieb) |                      | Great Chazy River (westl. Zweig)        | Great Chazy River (westl. Zweig)        |
| Bahnhof (Strecke außer Betrieb) | 165,1                | Mooers Forks NY                         | Mooers Forks NY                         |
| Kreuzung (Strecken außer Betrieb) |                      | Strecke Lachine–Canada Junction         | Strecke Lachine–Canada Junction         |
| Bahnhof (Strecke außer Betrieb) | 169,9                | Mooers NY                               | Mooers NY                               |
| Haltepunkt / Haltestelle (Strecke außer Betrieb) | ?                    | Perry Mills NY                          | Perry Mills NY                          |
| Brücke über Wasserlauf (Strecke außer Betrieb) |                      | Great Chazy River (2×)                  | Great Chazy River (2×)                  |
| Strecke mit Straßenbrücke (Strecke außer Betrieb) |                      | Interstate 87                           | Interstate 87                           |
| Bahnhof (Strecke außer Betrieb) | 181,7                | Champlain NY                            | Champlain NY                            |
| Haltepunkt / Haltestelle (Strecke außer Betrieb) | 187,6                | Rouses Point Junction NY                | Rouses Point Junction NY                |
| Kreuzung (Strecke geradeaus außer Betrieb) |                      | nach Troy und St.-Lambert               | nach Troy und St.-Lambert               |
| Bahnhof (Strecke außer Betrieb) | 188,1                | Rouses Point NY                         | Rouses Point NY                         |
| Abzweig geradeaus und nach rechts (Strecke außer Betrieb) |                      | nach Burlington                         | nach Burlington                         |
| Abzweig geradeaus und von links (Strecke außer Betrieb) |                      | Verbindung nach St.-Lambert             | Verbindung nach St.-Lambert             |
| Kreuzung (Strecken außer Betrieb) |                      | Verbindungsgleis Burlington–St.-Lambert | Verbindungsgleis Burlington–St.-Lambert |
| Grenze auf Brücke über Wasserlauf (Strecke außer Betrieb) |                      | Lake Champlain (New York/Vermont)       | Lake Champlain (New York/Vermont)       |
| Kreuzung (Strecken außer Betrieb) |                      | Strecke Burlington–Rouses Point         | Strecke Burlington–Rouses Point         |
| Kreuzung (Strecken außer Betrieb) |                      | Strecke Essex Jct.–Rouses Point         | Strecke Essex Jct.–Rouses Point         |
| Kreuzung (Strecken außer Betrieb) |                      | Strecke Burlington–Rouses Point         | Strecke Burlington–Rouses Point         |
| Bahnhof (Strecke außer Betrieb) | 194                  | Alburgh VT                              | Alburgh VT                              |
| Haltepunkt / Haltestelle (Strecke außer Betrieb) | 200                  | East Alburgh VT                         | East Alburgh VT                         |
| Brücke über Wasserlauf (Strecke außer Betrieb) |                      | Lake Champlain                          | Lake Champlain                          |
| Haltepunkt / Haltestelle (Strecke außer Betrieb) | 201                  | West Swanton VT                         | West Swanton VT                         |
| Abzweig geradeaus und von links (Strecke außer Betrieb) |                      | von Lunenburg                           | von Lunenburg                           |
| Kopfbahnhof Streckenende (Strecke außer Betrieb) | 211                  | Maquam VT                               | Maquam VT                               |

Die Bahnstrecke Ogdensburg–Maquam ist eine Eisenbahnstrecke in New York und Vermont (Vereinigte Staaten). Sie ist 211 Kilometer lang und verbindet unter anderem die Städte Ogdensburg, Norwood, Malone, Chateaugay, Mooers, Champlain, Alburgh und Maquam. Die Strecke ist größtenteils stillgelegt, nur der Abschnitt von Ogdensburg nach Norwood wird noch durch die New York and Ogdensburg Railway im Güterverkehr betrieben.

## Geschichte

### Bau der Strecke bis Rouses Point
Am 14. Mai 1845 wurde die Northern Railroad of New York gegründet, die eine Eisenbahnstrecke zwischen Sankt-Lorenz-Strom und Lake Champlain bauen wollte. Die Gesellschaft wurde am 15. Juni 1846 formal aufgestellt und begann im darauffolgenden Jahr von Rouses Point am Lake Champlain mit den Bauarbeiten für die Strecke. Im November 1849 wurde der erste Abschnitt der Strecke nach Centerville (Mooers Forks) eröffnet. Ellenburg war im Mai 1850 erreicht, Chateauguay im Juni, Malone im August und am 1. Oktober 1850 ging schließlich die gesamte Strecke von Rouses Point bis Ogdensburg in Betrieb. Am 6. Januar 1858 wurde die Bahngesellschaft nach einem Konkurs als Ogdensburg Railroad neu aufgestellt und am 10. Juni 1864 nach erneutem Konkurs als Ogdensburg and Lake Champlain Railroad (O&LC). Ab dem 1. März 1870 pachtete die Vermont Central Railroad, die kurz darauf in Central Vermont Railroad (CV) umbenannt wurde, die Bahnstrecke. Sie hatte die Bahnstrecke Essex Junction–Rouses Point gebaut und konnte damit ihre Züge bis Ogdensburg fahren lassen.

### Lamoille Valley Extension Railroad
Die O&LC strebte nun Anfang der 1870er Jahre eine Verlängerung ihrer Strecke in Richtung Atlantik an, die Teil der geplanten Verbindung von Portland (Maine) nach Chicago werden sollte. Am 25. Oktober 1872 erhielt die O&LC die Konzession für eine Verlängerung nach Swanton, bis wohin andere Konzessionen für die gesamte Strecke von Portland vergeben waren. Sie gründete für diese Strecke die Lamoille Valley Extension Railroad, die mit Eröffnung gepachtet werden sollte. Einige Abschnitte der Strecke von Portland aus waren zu diesem Zeitpunkt bereits eröffnet oder in Bau. Die CV erhob von Anfang an Einspruch gegen den Bau dieser Strecke, die parallel zu ihrer eigenen Strecke liegen sollte. Der Pachtvertrag mit der CV wurde 1878 aus finanziellen Gründen aufgehoben und die O&LC betrieb ihre Stammstrecke nun in eigener Regie. Im Jahr zuvor war die Gesamtstrecke von Portland nach Swanton eröffnet worden, die 1880 nach Maquam am Ostufer des Lake Champlain verlängert wurde. Nun wollte die O&LC ihre eigene Strecke in Maquam anschließen, um einem Einspruch der CV zu entgehen. Am 28. Februar 1883 begannen die Bauarbeiten für die Verlängerung und am 27. November 1883 ging die Verlängerung nach Maquam in Betrieb. Der reguläre Verkehr wurde am 1. Januar 1884 aufgenommen.
Bis zum Sommer 1884 erwarb der CV-Vorstand heimlich nach und nach größere Anteile der O&LC. Auf der Aktionärstagung am 18. Juni des Jahres konnte so der bisherige Vorstand der O&LC abgewählt und durch einen der CV nahestehenden ersetzt werden. Am 1. Juli 1884 beschloss der neue Vorstand, den Pachtvertrag mit der Lamoille Valley Extension Railroad aufzulösen. Da die Bahngesellschaft allein nicht lebensfähig war, stellte sie den Betrieb auf der Strecke zwischen Rouses Point und Maquam ein, stellte jedoch keinen Stilllegungsantrag. Da die CV die mögliche Konkurrenz ausräumen wollte, pachtete sie zunächst am 1. Juni 1886 die O&LC wieder und kaufte am 7. Dezember 1887 schließlich die Lamoille Valley Extension Railroad. Anfang 1888 legte sie die erst vier Jahre zuvor eröffnete Verlängerung still und baute sie ab. Der Pachtvertrag mit der CV wurde 1896 erneut aufgelöst.

### Weitere Entwicklung
Die O&LC hatte in den 1890er Jahren nun wieder mit finanziellen Problemen zu kämpfen und wurde am 30. November 1898 als Ogdensburg and Lake Champlain Railway wieder neu aufgestellt. Die Rutland Railroad hatte Anteile der Gesellschaft erworben und fusionierte schließlich am 27. November 1901 mit ihr. Ab diesem Zeitpunkt betrieb sie die Strecke nach Ogdensburg. Die Rutland hatte Anfang 1901 eine eigene Strecke nach Rouses Point eröffnet und die Züge von Ogdensburg fuhren nun bis Alburgh. Da diese neue Strecke ebenfalls parallel zur CV-Strecke lag, hatte die CV damit nun eine neue Konkurrenz auf diesem Abschnitt. Inzwischen hatten jedoch andere Verkehrswege höhere Priorität.
Wie auf dem gesamten Netz der Rutland wurde auch zwischen Ogdensburg und Rouses Point am 26. Juni 1953 nach einem Streik der Personenverkehr eingestellt. Nach einem erneuten Streik endete am 25. September 1961 auch der Güterverkehr. Die Rutland beantragte im Dezember die Stilllegung ihres gesamten Netzes, die am 18. September 1962 genehmigt wurde. Da diese Stilllegung den Hafen von Ogdensburg ohne Eisenbahnanschluss gelassen hätte, kaufte die Ogdensburg Bridge and Port Authority den Abschnitt von Ogdensburg bis Norwood, wo Anschluss an eine Hauptstrecke der New York Central Railroad bestand. Sie betreibt diesen Abschnitt seit 1967 unter dem Namen New York and Ogdensburg Railway (NYOG). Am 9. April 2002 wurde die NYOG durch das Vermont Rail System erworben, das auch mehrere andere ehemalige Rutland-Strecken betreibt.

## Streckenbeschreibung
Die Strecke beginnt am Ufer des Sankt-Lorenz-Stroms im Hafen von Ogdensburg, wo keine Gleisverbindung zu anderen Bahnstrecken bestand. Es ist heute die einzige verbliebene Schienenanbindung der Stadt. Die Bahnstrecke verlässt das Stadtgebiet ostwärts und führt durch dünn besiedeltes, flaches Gebiet über 40 Kilometer bis Norwood. Auf dem Weg dorthin quert die Bahn bei Madrid den Grass River und kurz vor Norwood den Raquette River. Anders als die meisten US-amerikanischen Knotenbahnhöfe ist der Bahnhof Norwood nicht als Gleiskreuzung ausgeführt, sondern es gab von Anfang an einen gemeinsam genutzten Bahnhof mit parallel liegenden Gleisen. Auch der nächste Knotenbahnhof Moira, der am Streckenkilometer 75 liegt, war so aufgebaut, ist jedoch heute vollständig außer Betrieb. Ab Norwood ist die Strecke stillgelegt und die Gleise sind abgebaut. Bei Winthrop überquert die Trasse den Saint Regis River. Die Brücke wurde nach der Stilllegung der Strecke abgerissen. 
Die Strecke erreicht nach insgesamt 98 Kilometern die Stadt Malone. Die Züge der New York Central Railroad, deren Strecke östlich an der Stadt vorbeiführte, benutzten die Strecke von der Gleiskreuzung bis zum Bahnhof Malone mit. In der Stadt überquert die Bahntrasse auch den Salmon River. Im Stadtgebiet ist die Trasse nach der Stilllegung teilweise überbaut worden. Im weiteren Verlauf nahe der kanadischen Grenze überquert die Bahnstrecke bei Chateauguay den gleichnamigen Fluss, der in einem tiefen Taleinschnitt verläuft. Ursprünglich war das Tal hier mit einer großen hölzernen Jochbrücke überspannt worden, die jedoch nach wenigen Jahren zu einem Damm verfüllt wurde. Nur ein schmaler Durchlass blieb für den Fluss erhalten.
Von Churubusco bis Clinton Mills wird die Bahntrasse heute von einer Straße benutzt. Auch der frühere Gleisanschluss an einen Steinbruch dient weiterhin der Abfuhr des Abbaugutes mit LKWs. Auch im weiteren Verlauf zwischen Irona und Altona kann man heute die alte Bahnstrecke mit Straßenfahrzeugen befahren. Ab Altona folgt die Trasse dem Great Chazy River. Sie führt auf diesem Weg durch die Städte Mooers, wo einst eine Zweigstrecke der Delaware and Hudson Railroad kreuzte, und Champlain. Nach insgesamt 188 Kilometern ist der Knotenbahnhof Rouses Point erreicht. Hier kreuzt die Magistrale New York–Montréal. Hier bestanden Gleisverbindungen zur CV-Strecke nach Essex Junction und zur Rutland-Strecke nach Burlington, die hier begannen und ebenfalls in östliche Richtung führten.
Die ab hier bereits seit 1888 abgebaute Strecke verlief weiter ostwärts und über eine flache Jochbrücke über den Lake Champlain. Die Brücke lag nur wenige Meter nördlich der CV-Strecke. Hier überquert die Trasse auch die Grenze nach Vermont. Westlich von Alburgh kreuzt die Trasse zunächst die CV-Strecke und die allerdings erst 1901 eröffnete Rutland-Strecke. Kurz vor dem Bahnhof Alburgh kreuzt sie die Rutland-Strecke erneut und verläuft dann direkt neben der CV-Strecke weiter ostwärts bis East Alburgh. Ein Ausläufer des Lake Champlain musste hier überquert werden. Die Brücke verlief in spitzem Winkel und einige Meter südlich der heute noch befahrenen Brücke der CV-Strecke. Am östlichen Ufer befand sich der Haltepunkt West Swanton, wo die Bahn in Richtung Südosten abbiegt, um entlang des Ufers der zum Lake Champlain gehörenden Maquambucht bis zum Endbahnhof Maquam zu führen, der auch der 1880 fertiggestellten Bahnstrecke Lunenburg–Maquam diente.